# Samantha (telenovela)
Samantha é uma telenovela venezuelana produzida e exibida pela Venevisión entre 26 de fevereiro e 22 de setembro de 1998.
Foi protagonizada por Alicia Machado e Alejandro Martinez e antagonizada por Nohely Arteaga e Milena Santander.

## Sinopse
O amor se apaixona por Samantha del Llano, uma camponesa bastante liberal que vive e trabalha na fazenda do poderoso e autoritário Valdemar Rincón. Um dia, enquanto procurava seu cavalo no campo, Samantha vê um pequeno avião cair em um matagal próximo.  Lá encontra o poderoso empresário Luis Alberto Aranguren, gravemente ferido, mas semiconsciente.  Ela nem imagina, mas esse lindo milionário da capital será seu grande amor.
Com o impacto da queda, Luis Alberto sofre uma amnésia temporária que o impede de revelar sua verdadeira identidade a Samantha e aos Rincóns.  Eles o confundem com o piloto do avião, pois acreditam que ele é um simples funcionário da poderosa Aranguren Corporation, sem suspeitar que, na realidade, ele é seu dono muito rico. 
Ingênua, Samantha se preocupa muito pouco com a verdadeira identidade de Luís Alberto. É uma menina doce e simples, sem grandes pretensões, e só se interessa em cuidar deste misterioso estranho que tanto lhe inspira ternura.  Nas semanas seguintes nasce um amor mágico entre Luis Alberto e Samantha, dois seres que nada sabem um do outro, mas que simplesmente obedecem aos seus corações.
Tempos depois, ao regressar à capital, Luís Alberto recupera a memória e, inconscientemente, bloqueia toda a memória do que se passou após o acidente, incluindo a de Samantha. Ao voltar, descobre que sua esposa, gravemente doente há cinco anos, faleceu.  Todos acreditam que ela morreu em decorrência de sua doença, sendo que ela foi assassinada por sua melhor amiga, a malvada Betzaida, que tem uma forte e secreta atração por Luis Alberto e decide conquistá-lo a todo custo. 
Enquanto isso no interior, a mimada estudante Raíza, filha de Valdemar, descobre a verdadeira identidade de Luís Alberto e vai a capital em busca dele ao saber de sua fortuna e posição social.
Um dia, estando com Raíza, Luis Alberto de repente se lembra de Samantha: sua pele macia, seu sorriso radiante, sua grande ternura. Uma emoção profunda o domina, e quando ele percebe o que deixou para trás, ele imediatamente sai para procurá-la. Poucos dias depois, Samantha e Luís Alberto se casam em uma cerimônia íntima na aldeia. 
Mas, ao adentrar para a cidade grande, Samantha deve enfrentar três inimigas temíveis: Betzaida, Raíza e Anabella, filha adolescente de Luís Alberto, que se sente traída pelo novo casamento do pai, ocorrido logo depois de ficar viúva.  Com intrigas e mentiras, essas três mulheres serão capazes de separar Samantha e Luis Alberto e ambos terão que passar por muitas provações antes de poderem viver novamente aquele imenso amor que nasceu tão inocentemente para sempre.

## Elenco
- Alicia Machado – Samantha del Llano
- Alejandro Martinez – Luis Alberto Aranguren Lujan
- Daniel Alvarado – Arcadio 'Maute' Guanipa
- Jorge Aravena – Rodolfo Villalobos
- Carlos Arreaza – Samuel Casanova
- Nohely Arteaga – Raiza Rincon Luzardo
- Haydee Balza – Lavinia Luzardo de Rincon
- Janin Barboza – Cristina
- Daniela Bascope – Anabela
- Eva Blanco – Alba Lujan de Aranguren
- Vangie Labalan – Blanca
- Julio Capote – Rosendo
- Martha Carbillo – Alexandrina
- Katerine Castro – Rina
- Francisco Ferrari – Dr. Arturo Hidalgo
- Aitor Gaviria – Pascual Martinez
- Elaiza Gil – Chicharra
- Mauricio Gonzalez – Padre Lino
- Carolina Groppuso – Yusmeri
- Olga Henriquez – Vestalia Luzardo
- Karl Hoffman – Ramon Demetrio Calzadilla
- Martin Lantigua – Lorenzo del Llano
- Ana Martinez – Querubina
- Ana Massimo – Laura del Llano
- Jonathan Montenegro – Alexander Hernandez
- Elizabeth Morales – Elena de Aranguren
- Jenny Noguera – Macarena
- Patricia Oliveros – Sarita
- Martha Olivo – Dona Teodora Torrealba
- Carlos Omaña – Pantoja
- Winda Pierralt – Joanna
- Mauricio Renteria – Tirzo Guevara
- Gustavo Rodriguez – Don Valdemar Rincon
- Milena Santander – Betzaida Martinez
- Vicente Tepedino – Salvador Hidalgo
- Patricia Tóffoli – Damaris
- Judith Vasquez – Gertrudis
- Sonia Villamizar – Deborah Marcano Rodriguez
- Jose Luis Zuleta – Jorge

## Exibição no Brasil
No Brasil, foi exibida pela Record entre 2 de abril e 11 de agosto de 2001, na faixa das 21h00.
Foi exibida pela segunda vez no Brasil, no primeiro semestre de 2022, sendo transmitida até 28 de agosto do mesmo ano, sendo substituída por Morena Clara através do serviço de streaming gratuito Samsung TV Plus, no canal 2571, o Novelíssima.
Foi exibida pela segunda vez pelo Novelissima entre 24 de janeiro a 04 de julho de 2025 substituindo Coração Esmeralda e sendo substituída por Amor Secreto.
Está sendo exibida pelo canal Fast +Novelas no streaming +SBT desde 14 de abril de 2025, substituindo A Desalmada.
Está sendo exibida também no canal fast Pluto TV Novelas, do streaming Pluto TV desde 3 de março de 2025, às 16h50. 

## Ligações Externas
- Samantha no Internet Movie Database